# هارولد آبراهامز
هارولد آبراهامز (انگلیسی: Harold Abrahams؛ ۱۵ دسامبر ۱۸۹۹ – ۱۴ ژانویهٔ ۱۹۷۸) دونده سرعت اهل بریتانیا بود که در مسابقات کشوری و بین‌المللی در مجموع برندهٔ ۱ مدال طلا، ۱ مدال نقره شده‌است.